# Ятрышник Шпитцеля
Ятры́шник Шпитцеля (лат. Orchis spitzelii) — многолетнее травянистое растение рода Ятрышник (Orchis) семейства Орхидные (Orchidaceae).

## Ботаническое описание

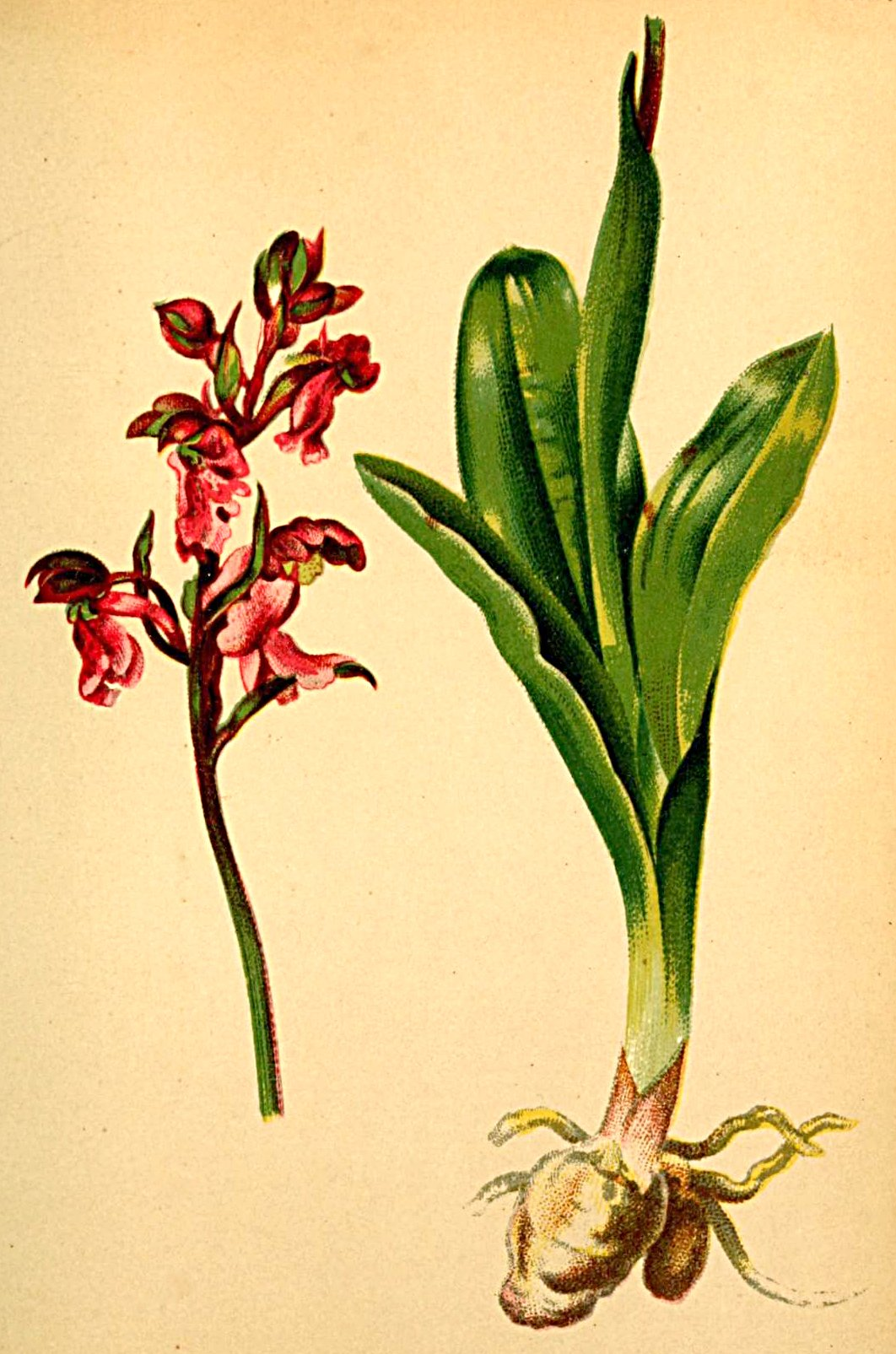
Ботаническая иллюстрация Anton Hartinger из книги «Atlas der Alpenflora»

Многолетнее травянистое клубневое растение высотой 20-30 см.
Клубни яйцевидные.
Листья в числе 3—4, ланцетно-обратнояйцевидные, у основания суженные, на конце тупые или тупо-заострённые, до 3 см шириной (1—3,3 см шириной), до 12 см длиной. Выше листьев стебель с двумя объемлющими его заострёнными влагалищами.
Соцветие — продолговатый колос до 7 см длиной и около 3,3 см в диаметре, с 10—15 цветками.
Прицветники линейно-ланцетные, сильно заострённые, с одной или немногими жилками, равные завязи или превышающие её. Листочки околоцветника светло- или тёмно-пурпурные. Все листочки околоцветника сходятся шлемом или два боковых немного отклонённые, снаружи красные, внутри зелёные с бурыми пятнышками. Губа красная, с пурпурным зевом, трёхлопастная. Два лепестка внутреннего круга околоцветника продолговато-яйцевидные, тупые, немного мельче наружных яйцевидных, около 7 мм длиной, тремя жилками, тупые. Губа в очертании широкояйцевидная, сверху с мельчайшими сосочками, со средней тупой лопастью, слегка выемчатой, боковыми неравнобокими, также тупыми, но более узкими, по краю неправильно зубчатыми. Шпорец цилиндрически-конический,толстоватый, длиннее половины завязи, 7 мм длиной. Цветёт в мае — июне. 

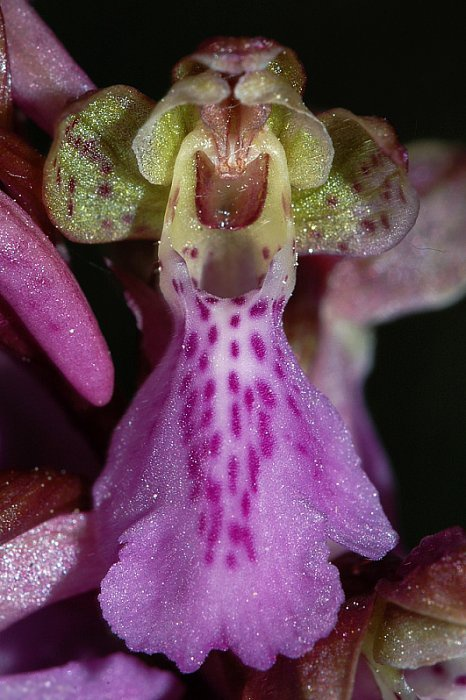
Цветок, Франция

## Распространение
Ареал охватывает Европу (Австрия, Швеция, Франция, Корсика, Испания, Албания, Болгария, Греция, Италия, Югославия, Крит, Кавказ), Турцию, Иран, Ливан, Алжир, Марокко. В Германии этот вид вымер. На Кавказе встречается в Адлерском районе Краснодарского края, в среднем и верхнем горных поясах.
Растёт по опушкам и кустарникам.
Вид занесён в Красные книги Германии и Швейцарии.

## Подвиды
В пределах вида выделяются следующие подвиды:
- Orchis spitzelii subsp. cazorlensis (Lacaita) D.Rivera & Lopez Velez — центральная и восточная Испания, Балеарские острова, Марокко.
- Orchis spitzelii subsp. nitidifolia (W.P.Teschner) Soó — Крит.
- Orchis spitzelii — Ятрышник зелёно-бурый, от Швеции и северо-восточной Испании до Ирана и Северного Алжира, Кавказ.